# Пантелеимон (Дескас)
Митрополит Пантелеимон (греч. Μητροπολίτης Παντελεήμων, в миру Пе́трос Де́скас греч. Πέτρος Ντέσκας; род. 1964, Канберра, Австралия) — епископ ИПЦ Греции (Синод Каллиника); митрополит Пирейский и Островов (с 2015).
Тезоименитство — 27 июля (9) августа (великомученик Пантелеимон)

## Биография
Родился в 1964 году в Канберре, в греческой семье, а в 1975 году переехал в Грецию на постоянное место жительства.
Изучал богословие в Лондонском университете, а позднее окончил аспирантуру Сент-Эндрюсского университета в Шотландии и Открытого университета в Великобритании. Изучал психологию в Афинском университете Каподистри.
В 1986 году был пострижен в монашество с именем Пантелеимон и рукоположен в сан иеродиакона митрополитом Пирейским и Островов Николаем (Месиакарисом) у которого долгое время был келейником.
В 1997 году тем же митрополитом был рукоположен в сан иеромонаха, а в 1998 году возведён в достоинство архимандрита.
30 декабря 2006 года был рукоположен во епископа Саламинского.
В 2007 году был избран на кафедру Митрополита Пирейского и Островов. Пребывание на кафедре было охарактеризовано скандальными попытками распродажи дорогостоящей недвижимости Пирейской митрополии, включающей церковь в Афинах и официальную епархиальную резиденцию с церковью на Саламине.
19 января (2) февраля 2015 года присоединился к Ламийскому Синоду ИПЦ Греции под председательством Архиепископа Афинского Макария (Кавакидиса).